# Henri Pirenne
Henri Pirenne (ur. 23 grudnia 1862 w Verviers, zm. 25 października 1935 w Ukkel) – belgijski historyk mediewista, profesor (1886–1930) i rektor Uniwersytetu Gandawskiego (1918–1921), członek Belgijskiej Królewskiej Akademii Nauk, członek korespondent Rosyjskiej Akademii Nauk (1918), uczestnik ruchu oporu w okresie I wojny światowej.
W 1893 roku opublikował swoje pierwsze znaczące dzieło – belgijską biografię narodową, a w siedem lat później, w roku 1900, rozpoczął publikowanie pisanego w duchu narodowym siedmiotomowego opracowania historii Belgii. Była to pierwsza tego typu publikacja w niemal 70-letniej historii Belgii, spotkała się jednak z krytyką, główne holenderskich (w tym Johana Huizingi) uczonych, z racji umiejscawiania już w średniowieczu belgijskiej świadomości narodowej. Dużo większe uznanie zdobyły sobie jego badania nad historią gospodarczą oraz rozwojem demokracji w komunach miejskich Europy od średniowiecza do XVII wieku, na przykładzie miast niderlandzkich. Te badania doprowadziły go do postawienia tezy, że prawdziwym końcem starożytności nie był upadek Rzymu, lecz podboje arabskie, które zaburzyły handel śródziemnomorski i wymusiły przesunięcie punktu ciężkości rozwoju Europy na północ. W latach trzydziestych związał się także z rodzącą się wokół Luciena Febvre’a i Marca Blocha, we Francji, szkołą Annales – został członkiem komitetu redakcyjnego sztandarowego czasopisma szkoły.

## Dzieła
- Histoire de l’Europe des invasions au XVIe siècle (Historia Europy od najazdów do XVI wieku)
- Histoire de Belgique (Historia Belgii), 1907–1932
- Les anciennes démocraties des Pays-Bas (Wczesne demokracje w Niderlandach), Bruksela 1910
- Les villes du Moyen Âge. Essai d’histoire économique et sociale (Miasta średniowieczne. Szkic historii gospodarczej i społecznej), 1927
- Mahomet et Charlemagne (Mahomet i Karol Wielki), 1937
- Souvenirs de Captivité en Allemagne (Mars 1916 – Novembre 1918) (Wspomnienia z niewoli w Niemczech (Marzec 1916 – Listopad 1918))